# NGC 4492
NGC 4492 је спирална галаксија у сазвежђу Девица која се налази на NGC листи објеката дубоког неба.
Деклинација објекта је + 8° 4' 41" а ректасцензија 12h 30m 59,7s. Привидна величина (магнитуда) објекта NGC 4492 износи 12,4 а фотографска магнитуда 13,3. Налази се на удаљености од 16,8000 милиона парсека од Сунца. NGC 4492 је још познат и под ознакама IC 3438, UGC 7656, MCG 1-32-89, CGCG 42-141, VCC 1330, PGC 41383.